# Escuela de Medicina Harvard
La Escuela de Medicina Harvard (en idioma inglés Harvard Medical School) es la escuela de medicina de la Universidad Harvard. Se trata de un centro docente de postgrado. Es académicamente muy selectiva y se ubica en la sección del Longwood Medical Area de Boston. Fue fundada en 1782, siendo trasladada de Cambridge a Boston en 1810.
Cuenta con alrededor de 650 estudiantes en programa de MD, 500 en el programa PhD, y 130 en el MD-PhD, permitiendo a los estudiantes recibir sus MD de la HMS o sus doctorados bien de Harvard o del MIT. La escuela tiene un profesorado de casi 8000 profesores, muchos de ellos trabajando en hospitales de Boston afiliados a la Universidad Harvard.

## Historia
Es la tercera escuela médica más antigua de Estados Unidos (después de la Perelman School of Medicine de la Universidad de Pensilvania y del College of Physicians and Surgeons de la Universidad de Columbia). Fue fundada por John Warren el 19 de septiembre de 1782, con Benjamin Waterhouse y Aaron Dexter. La primera clase, compuesta por dos estudiantes que se licenciaron en 1788, fue impartida en el Harvard Hall entonces en Holden Chapel.
En 1810 fue trasladada de Cambridge al 49 de la calle Marlborough en Boston. De 1816 a 1846, la escuela, conocida como Massachusetts Medical College of Harvard University, estuvo localizada en Mason Street. En 1847 se localiza en North Grove Street y, posteriormente en 1883, en Copley Square. Desde 1906 se localiza definitivamente en Longwood Avenue, donde el "Great White Quadrangle" o HMS Quad con sus cinco edificios de mármol blanco fue establecido. La arquitectura del campo fue realizada por la firma Shepley, Rutan and Coolidge.
Los cuatro hospitales universitarios con los que cuenta son el Beth Israel Deaconess Medical Center, el Brigham and Women's Hospital, el Boston Children's Hospital y el Massachusetts General Hospital.
Quince investigadores han compartido nueve premios Nobel por sus trabajos realizado en la Escuela de Medicina Harvard. Entre otros, allí dio clases Felix Villars.